# Volkspark Wilmersdorf

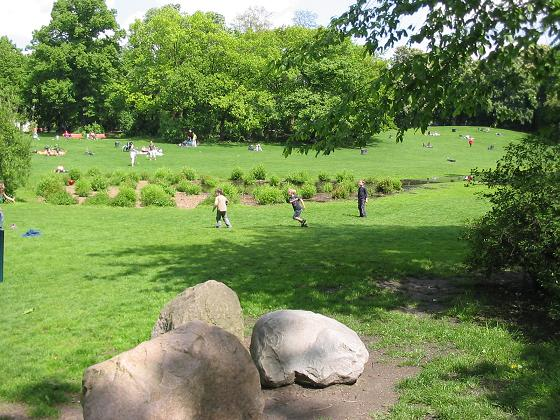
Liegewiesen und Findlinge im östlichen Bereich

Die öffentliche Grün- und Erholungsanlage Volkspark Wilmersdorf liegt im Ortsteil Wilmersdorf des Berliner Bezirks Charlottenburg-Wilmersdorf nahe der Straße Wilhelmsaue, dem ehemaligen Ortskern von Alt-Wilmersdorf. Gemeinsam mit dem benachbarten Schöneberger Rudolph-Wilde-Park bildet der Volkspark einen insgesamt rund 2,5 Kilometer langen und nur rund 150 Meter breiten innerstädtischen Grünzug. Davon beträgt der Wilmersdorfer Anteil rund 1850 Meter, der sich vom Rudolph-Wilde-Park an der Kufsteiner Straße im Osten bis zum Stadtring im Westen erstreckt. Zum Park, mit 12,3 Hektar Wilmersdorfs größter Grünanlage, gehören der Fennsee am westlichen Ausgang sowie zwei Sportplätze zwischen der Uhlandstraße und der Bundesallee, an deren Stelle sich der Wilmersdorfer See befand.

## Geschichte

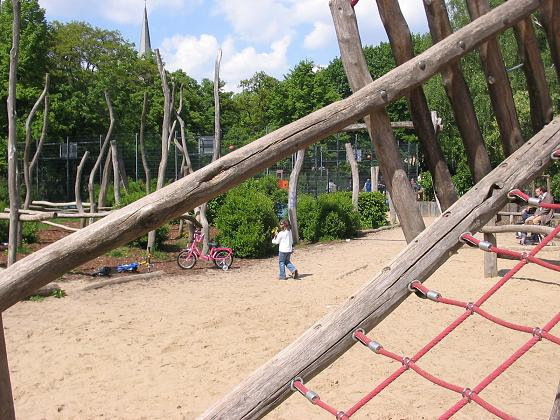
Klettern und Buddelsand am Basketballplatz

See und Großes Fenn, 1860

Der Park war ein ehrgeiziges Projekt der wohlhabenden Gemeinde Deutsch-Wilmersdorf (Stadtrechte 1906). Die seit 1899 verfolgte Planung des „Seeparks“ lag seit 1904 in den Händen des Gemeinde-Obergärtners Richard Thieme.
Zwischen Blisse- und Rudolstädter Straße wurde nach 1903 in der nicht bebaubaren Fennrinne ein Regenauffangbecken ausgehoben (Fennsee). Der Wilmersdorfer See verlandete zunehmend. Der Gesamtentwurf Thiemes von 1912 sah eine Gestaltung im gemischten Parkstil des 19. Jahrhunderts vor und war in drei Teile untergliedert.
- Teil A vom bereits zwischen 1910 und 1912 angelegten Rudolph-Wilde-Park in Schöneberg (Grenze: Kufsteiner Straße) über die Prinzregentenstraße bis zur Kaiserallee (heute: Bundesallee), 1913 ausgeführt
- Teil B von der Kaiserallee bis zur Augustastraße (heute: Blissestraße), erst in den Jahren 1933 bis 1936 nach neuem Entwurf ausgeführt
- Teil C von der Augustastraße bis zur Rudolstädter Straße, von 1913 bis 1920 ausgeführt

Zwischen 1917 und 1945 hieß der Volkspark Wilmersdorf Hindenburgpark.

## Geologie

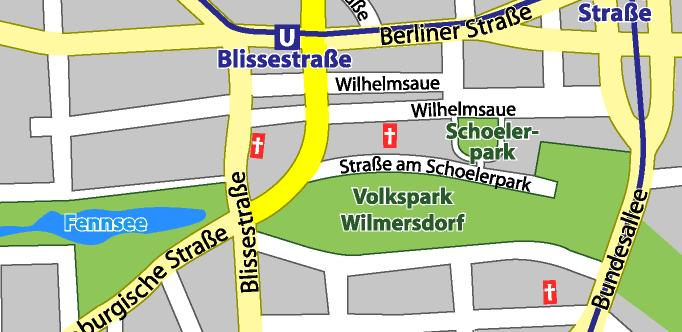
Teil des Parks heute

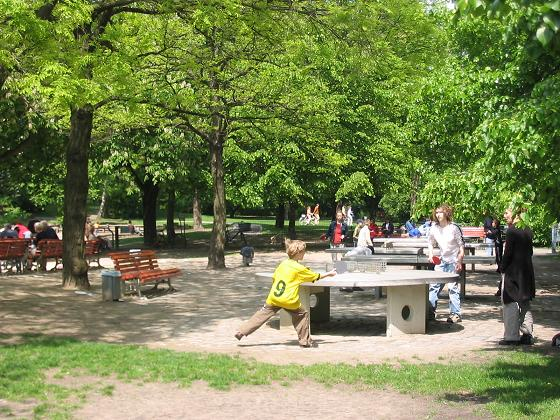
Tischtennis am RIAS-Spielplatz

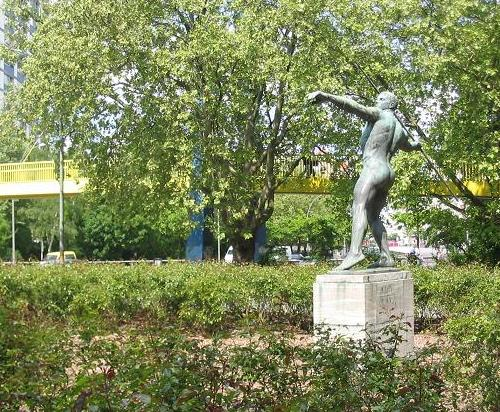
Volksparksteg und Speerwerfer von Möbius

Geologisch bildet der Volkspark Wilmersdorf einen Teil einer eiszeitlichen Nebenrinne der glazialen Rinne der Grunewaldseenkette. Die ehemals sumpfige Niederung (Fenn) erstreckt sich vom Rathaus Schöneberg über den Volkspark und Fennsee bis zum Herthasee und trifft am Koenigssee senkrecht auf die Grunewaldrinne. Dabei ist die Niederung heute westlich des Fennsees zwischen dem Stadtring und dem Hubertussee für rund 2200 Meter durch bebautes Gebiet, verschiedene Sporteinrichtungen und durch das Sommerbad Wilmersdorf unterbrochen. Verschiedene Findlinge im gesamten Parkbereich verdeutlichen die geologisch junge Bodengestaltung in Berlin.

## Seebad Wilmersdorf
Der ehemalige Wilmersdorfer See gab dem Park in den ersten Jahren den Namen „Seepark“. Durch Landverkäufe an Bauinvestoren in der Randlage der schnell wachsenden Stadt Berlin waren verschiedene Schöneberger und Wilmersdorfer Bauern in der zweiten Hälfte des 19. Jahrhunderts zu Reichtum gekommen, die als „Millionenbauern“ in die Geschichte eingingen. 
Einer dieser Millionenbauern war der Wilmersdorfer Gastronom Otto Schramm, der am See eine Badeanstalt und den seinerzeit berühmten Tanzpalast Schramm anlegte. „Gehen wir zu Schramm“ zählte in den 1880er Jahren zu den geflügelten Worten der Berliner Ausflügler. Jüngere Offiziere und verarmte Adlige sollen hier gezielt und mit Erfolg nach den Töchtern der Millionenbauern Ausschau gehalten haben.

## Gliederung des Parks
Der langgestreckte Park besteht aus drei unterschiedlichen und durch Straßenzüge stark getrennten Bereichen, die im Folgenden von Ost nach West dargestellt sind. 

### Östlicher Bereich (A)
Der östliche Bereich reicht vom benachbarten Schöneberger Rudolph-Wilde-Park bis zur Bundesallee. Thiemes Entwurf passte sich in seiner landschaftlichen Form dem existierenden Schöneberger Teil an. Er enthielt einen ovalen Kleinkinderspielplatz ganz im Osten. Die Wiese östlich der Prinzregentenstraße sollte Spielwiese sein. Von beiden Seiten der Prinzregentenstraße führten Natursteintreppen mit Balustraden und Vasen hinab. Der Teil westlich der Prinzregentenstraße war für Erwachsene bestimmt. Westlich dieser Straße lag ein achteckiger Blumengarten. Zur Kaiserallee hin öffnete sich ein halbkreisförmiger Platz, auf dem ebenfalls weiße Holzbänke mit Sprossen-Lehnen standen.
Unmittelbar neben dem Rudolph-Wilde-Park liegt heute nahe dem ehemaligen RIAS-Gebäude (heute: Deutschlandradio) der größte Spielplatz des Parks, der bereits zum Bezirk Wilmersdorf zählt. Der anschließende Hauptteil besteht aus einem Landschaftspark mit Liegewiesen. Durch den mehrspurigen Ausbau der Bundesallee (früher: Kaiserallee) ist der folgende mittlere Parkbereich deutlich abgetrennt und über den „Volksparksteg“ verbunden, der seit 1971 die Bundesallee für Fußgänger und Radfahrer überspannt. Unterhalb des Stegs steht die Bronzeskulptur „Speerwerfer“ von Karl Möbius aus dem Jahr 1921, die 1944 eingeschmolzen und 1954 neu gegossen wurde. Der östliche Bereich wird von der wenig befahrenen Prinzregentenstraße durchquert, die im Parkbereich mit Schritttempo durchfahren werden muss.
In der Durlacher Straße 14 (heute: Nr. 15/15a) auf der Südseite des Parks befand sich das in den Jahren 1893 und 1894 von Wilhelm Walther erbaute Atelier- und Wohnhaus Zum Bieber, in dem in der ersten Hälfte des 20. Jahrhunderts die Künstler Ernst Ludwig Kirchner, Max Pechstein, Gerhard Marcks, Richard Scheibe, Clara Siewert und Elisabeth Siewert arbeiteten und/oder wohnten. Das im Haus befindliche Restaurant Bieberbau ist denkmalgeschützt.

### Mittlerer Bereich (B)

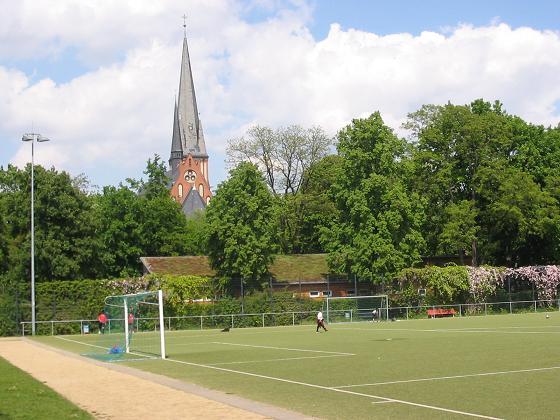
Fußballplatz mit Auenkirche

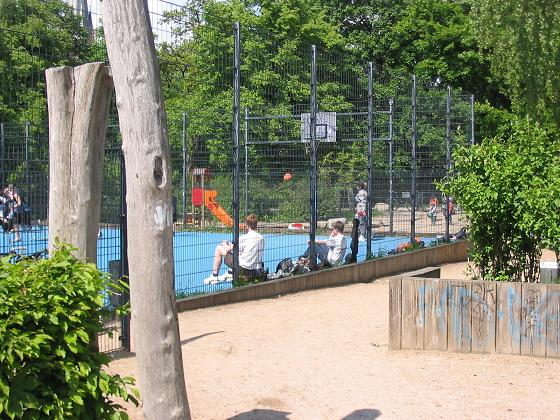
Basketballplatz im mittleren Bereich

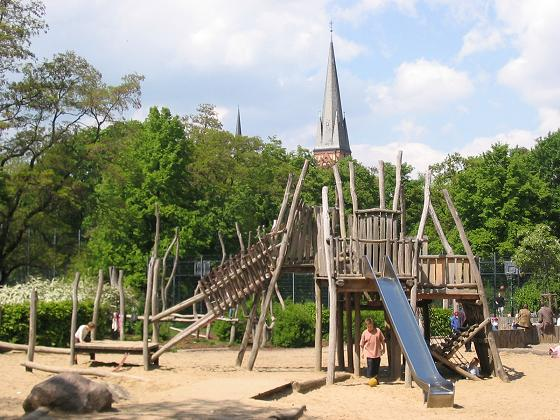
Klettergerüste im mittleren Bereich

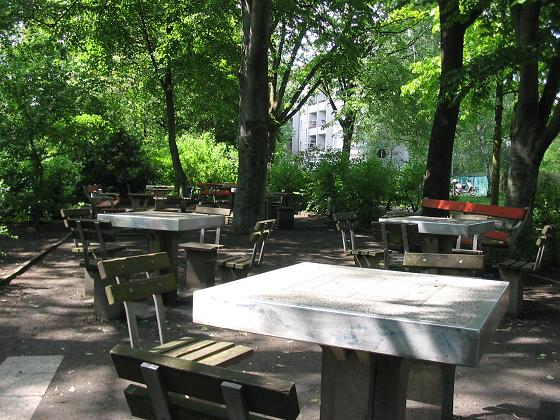
Schach, Mühle und Dame

Dieser Bereich erstreckt sich von der Bundesallee bis zum Straßenzug Uhland-/Mecklenburgische Straße, der wiederum den westlichen Bereich mit dem Fennsee scharf abtrennt. Der mittlere Parkbereich beginnt mit einem Wiesen- und Gartenteil, an den sich ein weiterer größerer Spielplatz anschließt, unter anderem mit einem Basketballplatz. Es folgen die Sportanlagen mit zwei Fußballplätzen auf dem Gelände des zugeschütteten Wilmersdorfer Sees. Die baumbestandenen breiten Wege, die den gesamten Park am Nord- und Südrand säumen, führen auch an den Sportplätzen vorbei. 
Teil B war als das am attraktivsten gestaltete Herzstück geplant. Thiemes Entwurf enthielt zu beiden Seiten der heutigen Bundesallee geometrische Schmuckplätze, ein geometrisches Blumenparterre mit Blumenbeeten, eine große gebogene Wandelhalle mit einem Orchesterraum, Bedürfnisanstalt und Erfrischungshalle. Von hier sollte man den Wilmersdorfer See als zentrales Element übersehen können, in dem sich die Auenkirche von 1897 spiegelte. Wegen Fäulnisgerüchen wurde der Wilmersdorfer See zwischen 1920 und 1924 mit Müll und Schlacke verfüllt, sackte aber immer wieder ab.
An der Augustastraße war eine strenger gefasste Spielwiese geplant mit Bänken für Zuschauer.
Im Jahr 1921 war Thieme genötigt, Teil B umzuplanen. Der Spielplatz im Osten, eine große rechteckige Spielwiese in der Mitte, im Westen eine Planschwiese waren als ein großer Raum an einer Achse aufgereiht. Wegen des Grundstücksverlaufs war die Achse abgeknickt. Sie leitete auf den Platz mit dem Speerwerfer über, sodass auch der Abschnitt A gestalterisch angebunden war.
Nach der Machtergreifung der Nationalsozialisten wurde zwischen 1933 und 1936 der Teil B mit Nachdruck ausgeführt. Der ursprüngliche Entwurf wurde nochmals überarbeitet. Die Hoffnung auf Erhaltung des Sees wurde begraben. Straffe Monumentalität war das Ergebnis. Erhalten blieb die Idee der abgeknickten Achse, die die Teile des Parks verband. Dabei entstanden eine Liegewiese, eine Blumenanlage, Sondergärten, ein Spielplatz, eine Platanenallee, anstelle des Sees ein Sportplatz, weiter östlich eine Spielwiese mit der umgesetzten Boxerplastik vom Fehrbelliner Platz sowie eine Sonnenuhr, die später an die verlängerte Uhlandstraße versetzt wurde. Westlich der Kaiserallee wurden zwei Unterstellhäuschen errichtet, das größere im Norden mit Milchausschank.
Der Teil B wurde 1952/1953 völlig umgestaltet. Dabei wurde im östlichen Teil ein größerer Wiesenraum und ein Stauden- und Blumengarten gewonnen, in den die beiden Unterstellhäuschen in vereinfachter Form übernommen wurden. 1960 überarbeiteten Eberhard Fink und Karl Schmid den Teil nochmals. Jeglicher gestalterischer Zusammenhang der Teile ist seitdem aufgegeben.

### Westlicher Bereich (C)

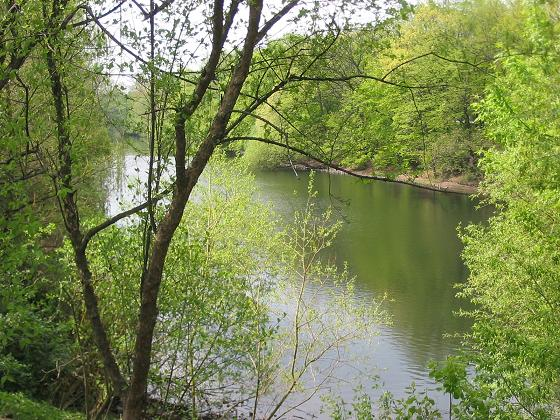
Fennsee

Für den schwierigen Geländeteil Teil C mit dem Auffangbecken verzichtete Thieme auf besondere Anziehungspunkte. Hier entstand 1913 im Zuge der Barstraße das Viadukt mit der U-Bahn, die diesen Parkteil in zwei etwa gleich große Teile trennt. Die ursprünglichen monumentalen Arkaden mit zwei Wandelgängen für Parkspaziergänger müssen ein sehr attraktives Element gewesen sein. Die Wandelhallen hatten an den Enden Anschluss an die Parkwege. Im Westen endete der Park mit einer zentralen Freitreppe.
Nach Bauschäden durch Setzungen musste die Fennbrücke 1934/1935 erneuert werden, wobei die Wandelgänge verschwanden. Der Park wurde dadurch um seine Hauptattraktion gebracht. Die notwendig gewordenen Änderungen waren gravierend. Auch der Durchgang unter der Brücke ist seitdem nicht mehr möglich. Die Wege mussten über die Barstraße geführt werden.
→ Siehe: Fennsee

## Spiel-, Sport- und Freizeit
Im Gegensatz zum benachbarten Schöneberger Rudolph-Wilde-Park verfügt der Volkspark Wilmersdorf über eine hohe Zahl an Freizeitanlagen für Kinder, Jugendliche und Erwachsene, die landschaftlich ansprechend in die grünen Bereiche eingebunden und, bis auf die Fußballplätze, frei zugänglich sind. Neben den beiden großen Fußballplätzen gibt es sehr viele Tischtennisplatten aus Stein mit Metallnetzen, die zum Teil in die Spielplätze integriert sind. Ein schöner und gepflegter Basketballplatz findet großen Anklang bei den Jugendlichen. Darüber hinaus verfügt der Park über einen Tennisplatz, Boccia und eine Minigolfanlage. Die schattenspendenden Randwege sind bei Joggern beliebt – unter den schönsten Jogging- und Walkingrouten durch die Berliner Innenstadt schlägt der Senat als Route Nr. 9 eine 3,8 Kilometer lange Strecke im Grünzug vor.
Tief im Schatten alter Kastanien liegt ein Platz mit acht Steintischen für Brett- oder Kartenspiele mit jeweils vier Sitzen, dabei sind Schach- und Mühlemuster bereits im Stein eingelassen. Eine Besonderheit des Parks sind die zahlreichen Spielplätze. Es gibt kleinere Plätze für Kleinkinder, mittlere Plätze mit verschiedenen Klettergerüsten, Schaukeln, Rutschen, Wippen und Sandkästen für alle Altersklassen und insbesondere den ausgedehnten und vielfältigen Spielplatz am RIAS, der zusätzlich über einen Abenteuerbereich verfügt. Für Hundefreunde steht ein kleiner Hundeauslaufplatz zur Verfügung. Kioske und Lokale am Rand des Parks versorgen die Parkgäste mit Getränken und Speisen.

## Siehe ausführlicher
- zu den „Millionenbauern“: Wilmersdorfer See
- zum Begriff „Fenn“: Grunewaldseenkette